# Reggio Emilia
Reggio Emilia (narečno Rèş ali Rèz; do leta 1861 Reggio di Lombardia), uradno Reggio nell'Emilia, je mesto in občina na južni strani Padske nižine v pokrajini Reggio Emilia v deželi Emilija - Romanja v severni Italiji.
Univerza v Modeni in Reggiu Emilia (UniMoRe) je italijanska državna univerza, ena najstarejših v Evropi, katere začetki kot Studium v Modeni segajo v leto 1175, v Reggiu pa v leto 1188.

## Naselja
- Bagno
- Cadè
- Canali
- Castellazzo (odcepitev od Marmirola leta 1935)
- Cavazzoli
- Cella
- Codemondo
- Coviolo
- Corticella (odcepitev od Bagna leta 1948)
- Fogliano
- Gaida
- Gavassa
- Gavasseto
- Mancasale
- Marmirolo
- Masone
- Massenzatico
- Ospizio
- Pieve Modolena
- Pratofontana
- Rivalta
- Roncadella
- Roncocesi
- Sabbione
- San Bartolomeo
- San Maurizio
- San Pellegrino
- San Prospero Strinati
- Santa Croce (odcepitev od Ospizia in Mancasala leta 1914)
- Sesso